# Аляпі
Аля́пі (Percnostola) — рід горобцеподібних птахів родини сорокушових (Thamnophilidae). Представники цього роду мешкають в Центральній і Південній Америці.

## Види
Виділяють сім видів:
- Аляпі рудоголовий (Percnostola rufifrons)
- Альпагуайо (Percnostola arenarum)
- Покривник білоплечий (Percnostola melanoceps)
- Покривник червоноокий (Percnostola goeldii)
- Покривник темний (Percnostola fortis)
- Покривник чорний (Percnostola immaculata)
- Покривник брунатний (Percnostola zeledoni)[9]

## Етимологія
Наукова назва роду Percnostola походить від сполучення слів дав.-гр. περκνος — темний і στολη — одяг.